# Loppa
Gmina Loppa (norw. Loppa kommune) – norweska gmina leżąca w okre©u Finnmark. Jej siedzibą jest miasto Øksfjord.
Loppa jest 162. norweską gminą pod względem powierzchni.

## Demografia
Według danych z roku 2005 gminę zamieszkuje 1266 osób. Gęstość zaludnienia wynosi 1,83 os./km². Pod względem zaludnienia Loppa zajmuje 388. miejsce wśród norweskich gmin.
| ludność stan na 1 stycznia 2005 |         |           |       |
|                                 | kobiety | mężczyźni | razem |
| osób                            | 678     | 588       | 1266  |
| %                               | 53,55%  | 46,45%    | 100%  |

| wykształcenie stan na 1 października 2004 |        |         |        |        |
|                                           | podst. | średnie | wyższe | niezn. |
| osób                                      | 402    | 482     | 110    | 33     |
| %                                         | 39,14% | 46,93%  | 10,71% | 3,21%  |

## Edukacja
Według danych z 1 października 2004:
- liczba szkół podstawowych (norw. grunnskolar): 4
- liczba uczniów szkół podst.: 157

## Władze gminy
Według danych na rok 2011 administratorem gminy (norw. rådmann) jest Bjørnar Tollefsen, natomiast burmistrzem (norw. ordfører, d. borgermester) jest Jan Eirik Jensen.